# Ante Pavić
Ante Pavić (Ogulin, 7 marzo 1989) è un tennista croato.

## Carriera
Ha vinto numerosi titoli nel circuito ITF e Challenger, soprattutto in doppio, specialità nella quale vanta la 106ª posizione nel ranking ATP del 6 gennaio 2020. Il suo anno migliore in singolare è stato il 2014, quando ha superato il primo turno a Wimbledon e in ottobre ha raggiunto il suo best ranking al 132º posto. Il 3 febbraio 2017 disputa a Osijek il suo unico incontro nella squadra croata di Coppa Davis, in occasione della sfida persa 3-2 contro la Spagna. Viene schierato in singolare, quando era numero 486 del ranking, e raccoglie solo 9 giochi contro il nº 16 del mondo Roberto Bautista Agut. Dalla fine del 2019 ha giocato quasi esclusivamente in doppio. Ha disputato il suo ultimo incontro tra i professionisti nel maggio 2021.

## Statistiche

### Tornei minori

#### Singolare

##### Vittorie (5)
| Legenda tornei minori |
| Challenger (1)        |
| Futures (4)           |

| Nº | Data              | Torneo                        | Superficie  | Avversario in finale | Punteggio         |
| 1. | 24 settembre 2017 | Columbus Challenger, Columbus | Terra rossa | Alexander Ward       | 6(11)-7, 6–4, 6–3 |

#### Doppio

##### Vittorie (26)
| Legenda tornei minori |
| Challenger (11)       |
| Futures (15)          |

| Nº  | Data              | Torneo                                                        | Superficie  | Compagno        | Avversari in finale                       | Punteggio           |
| 1.  | 12 ottobre 2014   | Tashkent Challenger, Tashkent                                 | Cemento     | Lukáš Lacko     | Frank Moser Alexander Satschko            | 6–3, 3–6, [13–11]   |
| 2.  | 13 novembre 2016  | Kobe Challenger, Kōbe                                         | Terra Rossa | Daniel Masur    | Jeevan Nedunchezhiyan Christopher Rungkat | 4-6, 6-3, [10-6]    |
| 3.  | 18 novembre 2017  | KPIT MSLTA Challenger, Pune                                   | Cemento     | Tomislav Brkić  | Pedro Martínez Adrián Menéndez Maceiras   | 6-1, 7-6(5)         |
| 4.  | 5 maggio 2018     | Puerto Vallarta Open, Puerto Vallarta                         | Cemento     | Danilo Petrović | Benjamin Lock Fernando Romboli            | 6(2)–7, 6–4, [10–5] |
| 5.  | 23 giugno 2018    | Poprad-Tatry ATP Challenger Tour, Poprad                      | Terra rossa | Tomislav Brkić  | Nikola Ćaćić Luca Margaroli               | 6–3, 4–6, [16–14]   |
| 6.  | 29 luglio 2018    | Padova Challenger, Padova                                     | Terra rossa | Tomislav Brkić  | Walter Trusendi Andrea Vavassori          | 6-3, 7-6(4)         |
| 7.  | 30 giugno 2019    | Aspria Tennis Cup, Milano                                     | Terra rossa | Tomislav Brkić  | Andrėj Vasileŭski Andrea Vavassori        | 7–6(6), 6–2         |
| 8.  | 14 luglio 2019    | Internazionali di Tennis Città di Perugia, Perugia            | Terra rossa | Tomislav Brkić  | Rogério Dutra da Silva Szymon Walków      | 6–4, 6–3            |
| 9.  | 14 luglio 2019    | Internazionali di Tennis del Friuli Venezia Giulia, Cordenons | Terra rossa | Tomislav Brkić  | Nikola Ćaćić Antonio Šančić               | 6–2, 6–3            |
| 10. | 25 agosto 2019    | Internazionali di Tennis Città dell'Aquila, L'Aquila          | Terra rossa | Tomislav Brkić  | Luca Margaroli Andrea Vavassori           | 6–3, 6–2            |
| 11. | 22 settembre 2019 | Thindown Challenger Biella, Biella                            | Terra rossa | Tomislav Brkić  | Ariel Behar Andrej Golubev                | 7–6(2), 6–4         |